# Pascal Gastien
Pascal Gastien (Rochefort, 2 dicembre 1963) è un allenatore di calcio ed ex calciatore francese, di ruolo centrocampista.

## Statistiche

### Statistiche da allenatore
Statistiche aggiornate al 1 luglio 2023. In grassetto le competizioni vinte.
| Stagione             | Squadra              | Campionato           | Campionato | Campionato | Campionato | Campionato | Coppe nazionali | Coppe nazionali | Coppe nazionali | Coppe nazionali | Coppe nazionali | Coppe continentali | Coppe continentali | Coppe continentali | Coppe continentali | Coppe continentali | Altre coppe | Altre coppe | Altre coppe | Altre coppe | Altre coppe | Totale | Totale | Totale | Totale | % Vittorie | Piazzamento      |
| Stagione             | Squadra              | Comp                 | G          | V          | N          | P          | Comp            | G               | V               | N               | P               | Comp               | G                  | V                  | N                  | P                  | Comp        | G           | V           | N           | P           | G      | V      | N      | P      | %          | Piazzamento      |
| -------------------- | -------------------- | -------------------- | ---------- | ---------- | ---------- | ---------- | --------------- | --------------- | --------------- | --------------- | --------------- | ------------------ | ------------------ | ------------------ | ------------------ | ------------------ | ----------- | ----------- | ----------- | ----------- | ----------- | ------ | ------ | ------ | ------ | ---------- | ---------------- |
| gen.-giu. 2005       | Niort                | L2                   | 19         | 4          | 8          | 7          | CF+CdL          | -               | -               | -               | -               | -                  | -                  | -                  | -                  | -                  | -           | -           | -           | -           | -           | 19     | 4      | 8      | 7      | 21,05      | Sub. 19º (retr.) |
| 2009-2010            | Niort                | CN2                  | 34         | 18         | 11         | 5          | CF              | 5               | 4               | 0               | 1               | -                  | -                  | -                  | -                  | -                  | -           | -           | -           | -           | -           | 39     | 22     | 11     | 6      | 56,41      | 1º (prom.)       |
| 2010-2011            | Niort                | CN                   | 40         | 13         | 10         | 17         | CF              | ?               | ?               | ?               | ?               | -                  | -                  | -                  | -                  | -                  | -           | -           | -           | -           | -           | 40     | 13     | 10     | 17     | 32,50      | 13º              |
| 2011-2012            | Niort                | CN                   | 38         | 19         | 10         | 9          | CF              | ?               | ?               | ?               | ?               | -                  | -                  | -                  | -                  | -                  | -           | -           | -           | -           | -           | 38     | 19     | 10     | 9      | 50,00      | 2º (prom.)       |
| 2012-2013            | Niort                | L2                   | 38         | 8          | 18         | 12         | CF+CdL          | 2+2             | 1+0             | 0+1             | 1+1             | -                  | -                  | -                  | -                  | -                  | -           | -           | -           | -           | -           | 42     | 9      | 19     | 14     | 21,43      | 15º              |
| 2013-2014            | Niort                | L2                   | 38         | 15         | 13         | 10         | CF+CdL          | 4+1             | 2+0             | 2+0             | 0+1             | -                  | -                  | -                  | -                  | -                  | -           | -           | -           | -           | -           | 43     | 17     | 15     | 11     | 39,53      | 5º               |
| Totale Niort         | Totale Niort         | Totale Niort         | 207        | 77         | 70         | 60         |                 | 14+             | 7+              | 3+              | 4+              |                    | -                  | -                  | -                  | -                  |             | -           | -           | -           | -           | 221    | 84     | 73     | 64     | 38,01      |                  |
| 2014-feb. 2015       | Châteauroux          | L2                   | 23         | 3          | 9          | 11         | CF+CdL          | 4+1             | 3+0             | 0+0             | 1+1             | -                  | -                  | -                  | -                  | -                  | -           | -           | -           | -           | -           | 28     | 6      | 9      | 13     | 21,43      | Eson.            |
| set. 2017-2018       | Clermont Foot        | L2                   | 33         | 15         | 10         | 8          | CF+CdL          | 1+1             | 0+0             | 0+0             | 1+1             | -                  | -                  | -                  | -                  | -                  | -           | -           | -           | -           | -           | 35     | 15     | 10     | 10     | 42,86      | Sub. 6º          |
| 2018-2019            | Clermont Foot        | L2                   | 38         | 11         | 15         | 12         | CF+CdL          | 3+2             | 2+1             | 0+0             | 1+1             | -                  | -                  | -                  | -                  | -                  | -           | -           | -           | -           | -           | 43     | 14     | 15     | 14     | 32,56      | 10º              |
| 2019-2020            | Clermont Foot        | L2                   | 28         | 14         | 8          | 6          | CF+CdL          | 1+2             | 0+0             | 0+2             | 1+0             | -                  | -                  | -                  | -                  | -                  | -           | -           | -           | -           | -           | 31     | 14     | 10     | 7      | 45,16      | 5º               |
| 2020-2021            | Clermont Foot        | L2                   | 38         | 21         | 9          | 8          | CF              | 1               | 0               | 1               | 0               | -                  | -                  | -                  | -                  | -                  | -           | -           | -           | -           | -           | 39     | 21     | 10     | 8      | 53,85      | 2º (prom.)       |
| 2021-2022            | Clermont Foot        | L1                   | 38         | 9          | 9          | 20         | CF              | 2               | 1               | 0               | 1               | -                  | -                  | -                  | -                  | -                  | -           | -           | -           | -           | -           | 40     | 10     | 9      | 21     | 25,00      | 17º              |
| 2022-2023            | Clermont Foot        | L1                   | 38         | 17         | 8          | 13         | CF              | 1               | 0               | 1               | 0               | -                  | -                  | -                  | -                  | -                  | -           | -           | -           | -           | -           | 39     | 17     | 9      | 13     | 43,59      | 8º               |
| 2023-2024            | Clermont Foot        | L1                   | 34         | 5          | 10         | 19         | CF              | 2               | 0               | 1               | 1               | -                  | -                  | -                  | -                  | -                  | -           | -           | -           | -           | -           | 36     | 5      | 11     | 20     | 13,89      | 18° (retr.)      |
| Totale Clermont Foot | Totale Clermont Foot | Totale Clermont Foot | 247        | 92         | 69         | 86         |                 | 17              | 5               | 5               | 7               |                    | -                  | -                  | -                  | -                  |             | -           | -           | -           | -           | 264    | 97     | 74     | 93     | 36,74      |                  |
| Totale carriera      | Totale carriera      | Totale carriera      | 477        | 172        | 148        | 157        |                 | 36+             | 15+             | 8+              | 13+             |                    | -                  | -                  | -                  | -                  |             | -           | -           | -           | -           | 513    | 187    | 156    | 170    | 36,45      |                  |

## Palmarès

### Giocatore

#### Competizioni nazionali
- Campionato francese: 1

Ol. Marsiglia: 1988-1989
- Coppa di Francia: 1

Ol. Marsiglia: 1988-1989